# Clásico RCN 2007
La 47.ª edición del Clásico RCN de ciclismo comenzó el 13 de octubre de 2007 en Yopal y terminó el 21 de octubre en Popayán, en Colombia. Su principal patrocinador fue la empresa cervecera colombiana Pilsen. Partieron en la primera etapa con prólogo en Yopal 176 ciclistas de 17 equipos. De los equipos más representativos de Colombia, además de Orbitel, compitieron también UNE, Colombia es Pasión, Aguardiente Antioqueño y Gobernación de Casanare.Santiago Botero canceló su participación una semana antes debido a problemas físicos que le impidieron entrenar con regularidad.

## Equipos participantes
| Equipo                                            |
| ------------------------------------------------- |
| UNE                                               |
| EBSA - Coordinadora                               |
| Indervalle - Frutidelicias Frugos                 |
| Colombia es pasión - Coldeportes                  |
| Lotería de Boyacá                                 |
| GW Shimano                                        |
| Gobernación del Casanare                          |
| Gobernación Indeportes Boyacá - Alcaldía de Paipa |
| Aguardiente Antioqueño                            |
| Bogotá sin indiferencia                           |
| Cosméticos JBL                                    |
| Gobernación de Risaralda                          |
| Postal express                                    |
| Asmet salud ess-eps                               |
| Sabana centro (no partieron)                      |
| ACMC construcciones                               |
| Nariño - Alcaldía de Sogamoso                     |
| Indeportes Tolima                                 |
| Indeportes Boyacá - Marche team (no partieron)    |

## Etapas
| Etapa | Fecha         | Recorrido            | km          | Ganador                | Líder                  |
| ----- | ------------- | -------------------- | ----------- | ---------------------- | ---------------------- |
| 1ª    | 13 de octubre | Yopal–Yopal          | 6,7 (CRI)   | Javier de Jesús Zapata | Javier de Jesús Zapata |
| 2ª    | 14 de octubre | Yopal–Villanueva     | 145,3       | Heberth Gutiérrez      | Javier de Jesús Zapata |
| 3ª    | 15 de octubre | Villavicencio–Bogotá | 120         | Ismael Sarmiento       | Ismael Sarmiento       |
| 4ª    | 16 de octubre | Honda–Villamaría     | 130         | Javier González        | Libardo Niño           |
| 5ª    | 17 de octubre | Manizales–Envigado   | 189,3       | Uberlino Mesa          | Libardo Niño           |
| 6ª    | 18 de octubre | Caldas–Pereira       | 180,3       | José Castelblanco      | Libardo Niño           |
| 7ª    | 19 de octubre | Pereira–Cali         | 214,4       | John Freddy García     | Libardo Niño           |
| 8ª    | 20 de octubre | Cali–Popayán         | 123,8       | Israel Ochoa           | Libardo Niño           |
| 9ª    | 21 de octubre | Popayán–Popayán      | 28,9 (CRI ) | Israel Ochoa           | Libardo Niño           |

## Clasificación finales

### Clasificación general
| Pos. | Nombre            | Nacionalidad | Equipo                          | Tiempo      |
| ---- | ----------------- | ------------ | ------------------------------- | ----------- |
| 1    | Libardo Niño      | Colombia     | EBSA-Coordinadora               | 29h 56' 59" |
| 2    | Javier González   | Colombia     | UNE                             | + 2' 21"    |
| 3    | Flober Peña       | Colombia     | Gobernación del Casanare        | + 4' 58"    |
| 4    | Hernán Buenahora  | Colombia     | Lotería de Boyacá               | + 5' 00"    |
| 5    | Élder Herrera     | Colombia     | Indervalle-Frutidelicias Frugos | + 5' 36"    |
| 6    | José Castelblanco | Colombia     | Lotería de Boyacá               | + 9' 38"    |
| 7    | Javier Zapata     | Colombia     | Cosméticos JBL                  | +10'24"     |
| 8    | Fredy Piamonte    | Colombia     | UNE                             | + 12' 55"   |
| 9    | Manuel Mayorga    | Colombia     | Colombia es pasión-Coldeportes  | +18' 23"    |
| 10   | Uberlino Mesa     | Colombia     | Colombia es pasión-Coldeportes  | + 18' 23"   |